# 행서
행서(行書)는 한자 서체의 종류 중 하나다. 행압서(行押書)라고도 하며, 해서와 초서의 중간 서체다. 한대의 목간에는 오랜 예가 있고 역시 예서의 속필로서 발생한 것이다. 행압서란 교환하는 문서란 의미인데 행서는 빨리 써지고 읽기 쉽다는 이점이 있다.